# Jim Kellermann

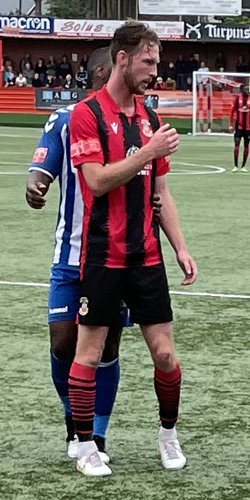
James Kellermann, 30. August 2021

James „Jim“ Kellermann (* 11. Dezember 1995 in Hendon, London) ist ein englischer Fußballspieler.

## Karriere
Jim Kellermann wurde im Jahr 1995 in Hendon, einem Stadtteil von London geboren. Bis zum Jahr 2016 spielte er in der Jugend der Wolverhampton Wanderers. Im Juli 2016 unterschrieb der Mittelfeldspieler einen Vertrag beim englischen Fünftligisten Aldershot Town. In den folgenden beiden Spielzeiten absolvierte er in der National League 64 Ligaspiele und erzielte acht Tore. Mit Aldershot erreichte er in beiden Spielzeiten die Aufstiegs-Play-Offs, wobei das Team an den Tranmere Rovers und Ebbsfleet United scheiterte. Im Mai 2018 wechselte der 22-Jährige Kellermann zum schottischen Erstligaaufsteiger FC St. Mirren und unterschrieb einen Zweijahresvertrag. Sein Debüt bei den Saints gab er am 13. Juli 2018 im schottischen Ligapokal gegen den FC Kilmarnock, als er für Ryan Flynn eingewechselt wurde.